# Summit (Nowy Jork)
Summit – town w Stanach Zjednoczonych, w stanie Nowy Jork, w hrabstwie Schoharie.
Powierzchnia town wynosi 37,48 mi² (około 97,1 km²). W 2010 roku jego populacja wynosiła 1148 osób, a liczba gospodarstw domowych: 926. W 2000 roku zamieszkiwało je 1123 osób, a w 1990 mieszkańców było 973.